# Charianthus dominicensis
Charianthus dominicensis är en tvåhjärtbladig växtart som beskrevs av Penneys och Walter Stephen Judd. Charianthus dominicensis ingår i släktet Charianthus och familjen Melastomataceae. Inga underarter finns listade i Catalogue of Life.